# Battle Cruiser
Battle Cruiser est un jeu vidéo de type wargame créé par Gary Grigsby et publié par Strategic Simulations en 1987 sur Apple II, Atari 8-bit et Commodore 64. 
Le jeu simule des combats navals tactiques et fait suite à Warship, publié en 1986, dont il transpose le système de jeu à des combats se déroulant dans l’océan Atlantique. Il propose huit scénarios, dont quatre retracent des batailles de la Première Guerre mondiale et quatre des batailles de la Seconde Guerre mondiale, historique ou hypothétiques. Il permet de plus de créer des scénarios personnalisés pour lesquels le joueur peut sélectionner le type et l’emplacement du combat et définir les forces en présences, parmi respectivement 77 et 78 classes de navires pour chaque période, ces navires étant caractérisés par leur vitesse, leur flottabilité, leur radar, l'épaisseur de leur blindage et leur armement. Le jeu se déroule au tour par tour et alterne une phase d’ordre, qui permet de donner des instructions aux navires, et une phase d’action, où ces ordres sont exécutés et qui représente deux minutes de combat. Les phases d’actions s’enchainent automatiquement et c’est le joueur qui décide de basculer dans la phase d’ordre. Pour donner des ordres à ses navires, le joueur dispose de deux modes de commandement : le mode navire, qui permet de donner des instructions à un navire en particulier, et le mode division, qui permet de donner des ordres à un groupe de navires.
À sa sortie, Battle Cruiser est plutôt bien accueilli par la presse spécialisée. 

## Trame
Battle Cruiser se déroule dans l’océan Atlantique. Il propose huit scénarios dont quatre retracent des batailles de la Première Guerre mondiale : la bataille des Falklands, la bataille de Dogger Bank et deux affrontements de la bataille du Jutland. Deux autres sont basés sur des batailles de la Seconde Guerre mondiale, la première bataille de Syrte et la bataille du détroit de Danemark, et les deux dernières sont des batailles fictives.

## Système de jeu
Battle Cruiser est un wargame qui simule des combats navals tactiques dans l’océan Atlantique pendant la Première Guerre mondiale et la Seconde Guerre mondiale. Le jeu propose huit scénarios et permet également au joueur de créer des scénarios personnalisés pour lesquels il peut choisir la date, l’heure et le type de missions, sélectionner ou créer la carte ou se déroule le combat et définir les forces en présence. Pour cela, le joueur peut s’appuyer sur une bibliothèque de respectivement 77 et 78 classes de navires pour chaque période, ces navires étant caractérisés par leur vitesse, leur flottabilité, leur radar, l'épaisseur de leur blindage et leur armement,. 
Le jeu se déroule sur une carte de 60 000 yards par 60 000 yards qui peut inclure ou non des zones terrestres. Les joueurs jouent alternativement, chaque tour étant divisé en deux phases : une phase d’ordre, qui permet de donner des instructions aux navires, et une phase d’action où ces ordres sont exécutés et qui représente deux minutes de combat. Au terme d’une phase d’action, le jeu ne bascule pas automatiquement dans une nouvelle phase d’ordre. A la place, les phases d’action s’enchainent et c’est le joueur qui décide s’il souhaite donner des ordres en appuyant sur la touche O lorsque l’ordinateur le lui demande. Pour donner des ordres à ses navires, le joueur dispose de deux modes de commandement : le mode navire et le mode division. Le premier lui permet de donner des instructions à un navire en particulier, dont il peut définir la direction, la vitesse et les cibles. Le second lui permet de donner des ordres à un groupe de navire, dont il peut définir la formation, la direction et la vitesse mais aussi décider s’ils doivent ouvrir ou non le feu, sans pour autant devoir définir leurs cibles. Le joueur peut basculer entre les deux modes à tout moment.

## Développement et publication
Battle Cruiser est développé par Gary Grigsby. Il est publié par Strategic Simulations au printemps 1987 sur Apple II, Atari 8-bit et Commodore 64,. 

## Accueil
| Battle Cruiser    |      |       |
| Média             | Nat. | Notes |
| Commodore User    | US   | 7/10  |
| CGW               | US   | 2/5   |
| Jeux et Stratégie | FR   | 3/5   |
| Tilt              | FR   | 4/6   |
| Zzap!64           | US   | 89 %  |

Après sa sortie en 1987, Battle Cruiser fait d’abord l’objet d’une critique plutôt positive du journaliste Bob Proctor du magazine Computer Gaming World. Celui-ci explique qu’il s’agit « exactement » du même jeu que Warship, avec des navires et des armements différents, et renvoi donc à la critique de ce dernier, qu’il avait jugé « excellent ». Il estime cependant que, plutôt qu’une simple copie, il en constitue deux copies, avec une face de la disquette du jeu consacré à la Première Guerre mondiale et l’autre à la Deuxième Guerre mondiale. Il note également que si les dimensions de la zone de combats, qui n’ont pas changées, étaient suffisantes dans Warship, ils se révèlent trop petit dans Battle Cruiser qui, contrairement à son prédécesseur, simule des combats de jours avec une bien meilleure visibilité. Il ajoute enfin que l’absence de message d’alerte, pour prévenir le joueur lorsqu’un navire s’apprête à quitter la zone de combat, est encore plus gênante que dans Warship du fait du plus grand nombre de navires généralement impliqués dans les combats. Steve Panak, du magazine Analog Computing, explique lui aussi que la seule différence entre les deux jeux réside dans les nations représentées et s’interroge donc sur les raisons d’en avoir fait deux jeux indépendants. Pour lui, il n’y a en effet pas vraiment de raison d’acheter les deux, même pour les véritables amateurs de wargames. Pris indépendamment, il juge néanmoins Battle Cruiser comme une réussite qui « prend en compte une quantité incroyable de paramètres » et qui constitue donc « une simulation extrêmement réaliste ». Il note également qu’il est relativement simple à prendre en main et que ce n’est donc pas sa difficulté d’utilisation qui en fait un wargame très avancé, mais bien son degré de réalisme. Le journaliste de Zzap!64 juge lui aussi que Battle Cruiser parvient à combiner un bon niveau de réalisme avec une bonne jouabilité, même s’il note qu’il est un peu difficile à prendre en main. Il le juge également très complet et doté d’une bonne longévité, mais regrette en revanche que ses graphismes soient un peu pauvre et que son prix soit très élevé. Il estime donc qu’il « excellent dans son domaine » mais qu’il n’est pas forcement destiné à n’importe qui.